# Mariusz Światogór
Mariusz Światogór (ur. 9 grudnia 1961 w Warszawie, zm. 3 stycznia 2023 w Piasecznie) – polski zawodnik rugby, reprezentant Polski.

## Życiorys
W latach 1978–1992 był zawodnikiem Skry Warszawa. W latach 1979 i 1980 zdobywał wraz z drużyną brązowe medale mistrzostw Polski juniorów. W latach 1979–1980 był też członkiem Reprezentacji Polski juniorów. Wraz z drużyną seniorską wywalczył srebrny medal mistrzostw Polski w 1981 oraz dwa brązowe medale w latach 1979 i 1980. W reprezentacji Polski seniorów rozegrał jeden oficjalny mecz międzypaństwowy z NRD w dniu 29 kwietnia 1988 roku.